# Randall Park
Randall Park, född 23 mars 1974 i Los Angeles, är en amerikansk skådespelare.
Park har bland annat medverkat i TV-serierna Fresh Off the Boat (2015-2020), WandaVision från 2021 och Human Resources (2022-2023). Han medverkar även i filmen Doggy Style från 2023.

## Filmografi (i urval)
- 2013–2014 – The Mindy Project (TV-serie)
- 2014 – Sex Tape
- 2014 – The Interview
- 2015–2020 – Fresh Off the Boat (TV-serie)
- 2018 – Ant-Man and the Wasp
- 2018 – Aquaman
- 2021 – WandaVision (TV-serie)
- 2022–2023 – Human Resources (TV-serie)
- 2023 – Ant-Man and the Wasp: Quantumania
- 2023 – Aquaman and the Lost Kingdom
- 2023 – Doggy Style
- 2023 – Totally Killer
- 2025 – När mörkret faller